# Systenus eucercus
Systenus eucercus är en tvåvingeart som beskrevs av Steyskal 1970. Systenus eucercus ingår i släktet Systenus och familjen styltflugor.
Artens utbredningsområde är Connecticut. Inga underarter finns listade i Catalogue of Life.